# Тимофєєва Ольга Вікторівна
 Ольга Вікторівна Тімофєєва  (нар. 19 серпня 1977 року, Ставрополь, Ставропольський край, РРФСР, СССР) — російський політичний і державний діяч, журналіст. Заступник голови Державної Думи РФ з 9 жовтня 2017 року. Почесний громадянин міста Ставрополя (2014).
Депутат Державної думи РФ VI скликання і VII скликання з 2012 року, співголова Загальноросійського народного Фронту (2013—2018), член Центрального штабу ЗНФ. Член Академії Російського телебачення. Депутат Думи міста Ставрополя (2008—2012).

## Життєпис

### Освіту
- 1999 — юридичний факультет Ставропольського державного університету, спеціальність «юрист».
- 2000 — факультет «фінанси і кредит» Ставропольської державної сільськогосподарської академії за спеціальністю «фінанси і кредит».

### Трудова діяльність
З 1996 року працює на ставропольському телебачення: телеканал АТВ, потім РЕН ТВ-Ставрополь.
Пройшла всі етапи професії — тележурналіст, редактор, продюсер, ведуча програм. Додаткове професійну освіту отримала в школі журналістики «Інтерньюз».
Автор і ведуча програми «Час говорити». Стаж роботи у прямому ефірі — більше 15 років.
2007 року стала лауреатом Всеросійського телевізійного конкурсу «ТЕФІ — регіон» в номінації «Кращий інтерв'юер».
2008 — стала депутатом Ставропольської міської Думи, головою комітету з інформаційної політики, взаємодії з громадськими та ветеранськими організаціями.
З 2010 року член Академії Російського телебачення.
2011 — стала депутатом Ставропольської міської думи, 6-го скликання.
З 2008 по 2011 рік обіймала посаду голови комітету Ставропольської міської думи з інформаційної політики, взаємодії з громадськими та ветеранськими організаціями.
З 2011 по 2012 рік — заступник голови комітету з соціальної політики Ставропольської міської думи.
З 22 травня 2012 року є депутатом Державної Думи РФ 6-го скликання, член комітету ГД РФ з інформаційної політики, інформаційних технологій і зв'язку.
Разом з Дмитром Харатьяном 18 березня 2015 року вела в Москві концерт, присячений окупації Криму РФ.
18 вересня 2016 року переобрана депутатом Державної Думи Росії 7 скликання.
В 2016—2017 роках — голова комітету Державної Думи з екології та охорони навколишнього середовища.
З 9 жовтня 2017 року — заступник голови Державної Думи РФ.
Ольга Тимофєєва не брала участь у голосуванні щодо пенсійної реформи, як заявила сама парламентарій, на момент голосування вона перебувала в командировке.
11 грудня 2018 року нагороджена Орденом Пошани.
20 грудня 2018 року нагороджена «за активну законотворчу роботу», Почесною грамотою Уряду РФ.

### Критика
2017 року виступила проти евтаназії безпритульних собак і в підтримку новаторської програми поворотної їх стерилізації, а її противників назвала «людьми, що грають на емоціях».
Це викликало осуд з боку захисників тварин з Центру правового зоозахисту, що звинуватили її у правовій безграмотності і вказали їй на те, що законопроект дозволить вільне проживання безпритульних собак на вулицях міст і порушить права громадян на безпечне середовище, створивши загрозу для життя і здоров'я людей.

## Санкції
25 лютого 2022 року, на тлі вторгнення Росії в Україну, внесена до санкційного списку Євросоюзу.
11 березня 2022 року внесена до санкційного списку Великої Британії.
30 вересня 2022 року була внесена до санкційних списків США.
Ольга Тімофєєва також перебуває в санкційних списках Швейцарії, Австралії, Японії, України та Нової Зеландії.

## Нагороди
- 2013 — медаль «За заслуги перед містом Ставрополем».
- 2014 — звання «Почесний громадянин міста Ставрополя».
- 2016 — медаль ордена «За заслуги перед Вітчизною» II ступеня.[17]
- 2018 — Орден Пошани.
- 2018 — Почесна грамота Уряду РФ.